# Финале Купа сајамских градова 1961.
Финале Купа сајамских градова 1961. је била фудбалска утакмица асоцијације која се играла у две утакмице. Противници су били Рома из Италије и Бирмингем из Енглеске. Прва утакмица је одиграна у Бирмингему 27. септембра 1961, док је реванш одигран 11. октобра у Риму. Било је то финале трећег издања Купа сајамских градова, позивног такмичења отвореног за тимове који представљају градове домаћине индустријских сајмова. Бирмингем је изгубио од Барселоне у претходном финалу; Роми су се појавили први пут.
Сваки клуб је морао да прође кроз три кола да би стигао до финала. Утакмице су се играле у две фазе, по једна утакмица на домаћем терену сваког тима. Бирмингем је победио све осим једне од својих шест утакмица. Поразили су Интер код куће и у гостима: ниједан енглески тим није победио Интер на стадиону Сан Сиро још 40 година. Рома је кренула дужим путем до финала: била им је потребно доигравањеа и у четвртфиналу и у полуфиналу, иако је сваку утакмицу добијала са удобном разликом.
У првој утакмици финала, одиграној пред публиком од само 21.000 на Сент Ендрјусу, Педро Манфредини је два пута постигао гол за Рому, а голман Фабио Кудичини је направио неколико врхунских одбрана, пре него што су Мајк Хелавел и Брајан Орит погодили касно у мечу за изједначење. У реваншу, коју је пратило 60.000 гледалаца на стадиону Олимпико, Рома је победила са два према нула и освојила свој први европски трофеј, аутогол када се покушај избацивања одбио од голенице Брајана Фармера и ударац са дистанце Паола Пестрина веома касно у утакмици, док су играчи Бирмингема били у предности.

## Пут ди финала

### Рома
| Коло         | Противник     | 1. ута. | 2. ута. | Скор | Доигравање |
| ------------ | ------------- | ------- | ------- | ---- | ---------- |
| Прво         | Унион Сен Жил | 0–0 (г) | 4–1 (д) | 4–1  | —          |
| Четвртфинале | Келн XI       | 2–0 (г) | 0–2 (д) | 2–2  | 4–1 (д)    |
| Полуфинале   | Хибернијан    | 2–2 (г) | 3–3 (д) | 5–5  | 6–0 (д)    |

### Бирмингем
| Коло         | Противник   | 1. ута. | 2. ута. | Скор |
| ------------ | ----------- | ------- | ------- | ---- |
| Прво         | Ујпешт Дожа | 3–2 (д) | 2–1 (г) | 5–3  |
| Четвртфинале | КБ          | 4–4 (д) | 5–0 (г) | 9–4  |
| Полуфинале   | Интер       | 2–1 (г) | 2–1 (д) | 4–2  |

## Утакмице

### Прва утакмица

#### Детаљи
| Бирмингем Сити         | 2–2   | Рома                |
| ---------------------- | ----- | ------------------- |
| Хелавел 78’ · Орит 85’ | [ 9 ] | Манфредини 30’, 56’ |

| Бирмингем Сити | Рома |

|           |    |                   |  |
|           |    |                   |  |
| GK        | 1  | Џони Скофилд      |  |
| RB        | 2  | Брајан Фармер     |  |
| LB        | 3  | Грем Сисонс       |  |
| RH        | 4  | Тери Хенеси       |  |
| CH        | 5  | Винстон Фостер    |  |
| LH        | 6  | Малколм Бирд      |  |
| OR        | 7  | Мајк Хелавел      |  |
| IR        | 8  | Џими Блумфилд (c) |  |
| CF        | 9  | Џими Херис        |  |
| IL        | 10 | Брајан Орит       |  |
| OL        | 11 | Берти Ол          |  |
| Менаџер:  |    |                   |  |
| Гил Мерик |    |                   |  |

|                |    |                           |  |
|                |    |                           |  |
| GK             | 1  | Фабио Кудичини            |  |
| RB             | 2  | Алфио Фонтана             |  |
| LB             | 3  | Ђулио Корсини             |  |
| CB             | 4  | Луиђи Ђулијано            |  |
| CB             | 5  | Ђакомо Лоси (c)           |  |
| MF             | 6  | Серђо Карпанези           |  |
| MF             | 7  | Алберто Орландо           |  |
| MF             | 8  | Дино да Коста             |  |
| FW             | 9  | Педро Манфредини          |  |
| FW             | 10 | Антонио Валентин Анђелило |  |
| FW             | 11 | Ђанпаоло Меникели         |  |
| Менаџер:       |    |                           |  |
| Луис Карнилија |    |                           |  |

### Друга утакмица

#### Детаљи
| Рома                            | 2–0   | Бирмингем Сити |
| ------------------------------- | ----- | -------------- |
| Фармер 56’ (а.г.) · Пестрин 90’ | [ 9 ] |                |

| Рома | Бирмингем Сити |

|                |    |                           |  |
|                |    |                           |  |
| GK             | 1  | Фабио Кудичини            |  |
| RB             | 2  | Алфио Фонтана             |  |
| LB             | 3  | Ђулио Корсини             |  |
| CB             | 4  | Паоло Пестрин             |  |
| CB             | 5  | Ђакомо Лоси (c)           |  |
| MF             | 6  | Серђо Карпанези           |  |
| MF             | 7  | Алберто Орландо           |  |
| MF             | 8  | Франциско Лојаконо        |  |
| FW             | 9  | Педро Манфредини          |  |
| FW             | 10 | Антонио Валентин Анђелило |  |
| FW             | 11 | Ђанпаоло Меникели         |  |
| Менаџер:       |    |                           |  |
| Луис Карнилија |    |                           |  |

|           |    |                   |  |
|           |    |                   |  |
| GK        | 1  | Џони Скофилд      |  |
| RB        | 2  | Брајан Фармер     |  |
| LB        | 3  | Грем Сисонс       |  |
| RH        | 4  | Тери Хенеси       |  |
| CH        | 5  | Тревор Смит       |  |
| LH        | 6  | Малкочм Бирд      |  |
| OR        | 7  | Мајк Хелавел      |  |
| IR        | 8  | Џими Блумфилд (c) |  |
| CF        | 9  | Џими Херис        |  |
| IL        | 10 | Брајан Орит       |  |
| OL        | 11 | Џими Сингер       |  |
| Менаџер:  |    |                   |  |
| Гил Мерик |    |                   |  |